# Partícula defectiva interferente
Una partícula defectiva interferente (o DIP, del inglés defective interfering particle), también llamada partícula defectuosa interferente o virus defectivo interferente, es una partícula viral generada por una mutación espontánea en una porción crítica del genoma, por lo que el virus pierde este material debido a una replicación defectuosa o a una recombinación no homóloga.

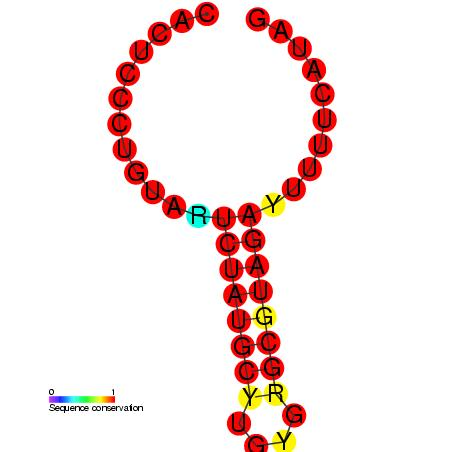
Elemento (de ARN) regulador de la replicación de ARN interferente defectuoso del coronavirus.

Las DIP se derivan y se asocian con su virus original, y las partículas se clasifican como DIP si se vuelven no infecciosas debido a que al menos un gen esencial del virus se pierde o se daña severamente como resultado de la deserción.
Las DIP fueron observados por primera vez en 1952 por Von Magnus y Schlesinger, ambos trabajando con virus de la gripe. Sin embargo, la formalización de la terminología DIP fue en 1970 por Huang y Baltimore, cuando notaron la presencia de partículas gruesas del virus de la estomatitis vesicular en micrografías electrónicas.
Las partículas defectivas interferentes pueden aparecer en casi todas las clases de virus de ADN y ARN, tanto en entornos clínicos como de laboratorio, incluyendo a poliovirus, coronavirus, sarampión, alfavirus, virus sincitial respiratorio y virus de la gripe.
Las DIP son un fenómeno natural que se puede recrear en condiciones experimentales en el laboratorio y también se puede sintetizar para uso experimental. Se producen espontáneamente por replicación viral propensa a errores, especialmente en los virus de ARN debido a la enzima utilizada (replicasa o ARN polimerasa dependiente de ARN).
Se considera que estas partículas interfieren cuando afectan la función del virus original a través de la inhibición competitiva; es decir, los virus defectuosos y no defectuosos se replican simultáneamente y compiten, lo que implica que el aumento de las partículas defectuosas disminuye la cantidad del virus con actividad patógena, manteniendo la respuesta inmune innata del huésped.
Esta naturaleza interferente se está volviendo cada vez más importante para futuras investigaciones sobre terapias de virus. Experimentalmente se ha usado DIP para crear "virus protectores" que atenuaron la patogenicidad de una infección por influenza A en ratones, hasta el punto de que ya no era letal.
En determinados casos, la DIP refuerza la patogenicidad de un virus, porque al atenuar la replicación infecciosa de un virus agresivo, tiene la facultad de salvar la vida del huésped, y en consecuencia resguarda también la infección viral al aumentar la eficiencia parasitaria.